# Cá nhụ ba râu
Cá nhụ ba râu (danh pháp hai phần: Eleutheronema tridactylum) là loài cá thuộc họ Cá vây tua (Polynemidae).

## Đặc điểm
Vây lưng 9; tia vây lưng mềm 13-14. Vây hậu môn 3; tia vây hậu môn mềm 14-15. Tua ngực 3; các màng vây có màu nâu đồng nhất như các vây khác. Xương lá mía không có các tấm răng sớm rụng ở cả hai phía trong suốt cuộc đời của nó. Phần sau của hàm trên nông, chiếm 2-3% chiều dài chuẩn. Phần mở rộng tấm răng dài vào mặt bên của hàm dưới, chiếm 9-10% chiều dài chuẩn.
Loài này có chiều dài tối đa khoảng 25 cm. Do là cá nhỏ nên không có tầm quan trọng kinh tế.
Cá nhụ ba râu sống trong vùng đáy nông nhiều bùn với môi trường nước mặn hay nước lợ ven biển trong khu vực nhiệt đới với tọa độ khoảng 14° vĩ bắc - 8° vĩ nam, 97° kinh đông - 130° kinh đông, trong khu vực Tây Thái Bình Dương, nhưng hiện tại chỉ được ghi nhận tại Thái Lan, Malaysia và tây Indonesia.